# كشتيلياش الرابع
كشتيلياش الرابع هو ملك بابلي والملك ال28 لسلالة بابل الثالثة الكاشية، خلف الحكم من والده شاغاراكتي شورياش وخلفه في الحكم إبنه إنليل نادين شومي، وحكم من سنة 1232 إلى 1225 ق م، يعد واحد من أفضل ملوك السلالة الكاشية حيث حارب الآشوريين وتمكن من احتلال عدة مناطق من أراضيهم، كما عرفت دور كوريغالزو العاصمة ازدهار اقتصادي في عصره.